# 諏訪公園 (大牟田市)
諏訪公園（すわこうえん）は、福岡県大牟田市岬町にある総合自然公園である。

## 概要
1994年（平成6年）に開園した、大牟田市内最大の総合自然公園。親子でピクニック感覚で楽しめる無料の大型遊具を設置したレクリエーションゾーン、健康増進・運動不足解消に最適のスポーツ休養ゾーン、様々なイベントが行われる文化交流ゾーンの3つのゾーンに分かれている。

## 園内にある施設
- レクリエーションゾーン
  - 管理事務所
  - 冒険広場 - 多数の大型遊具が設置されている
  - 自然観察の池
  - 自然観察の森
- スポーツ休養ゾーン
  - 多目的広場
  - 運動広場
  - テニスコート
  - トリムコース
  - 疎林広場
- 文化交流ゾーン
  - 自然生態園
  - イベント広場
  - ふれあいの池
  - 郷土の丘
  - 郷土の森
  - 展望台・展望の丘
  - 平和モニュメント

## 交通アクセス
- 大牟田駅より西鉄バス西鉄大牟田営業所行もしくは天領橋経由荒尾駅前行に乗車し、西鉄大牟田営業所下車、徒歩8分（650m）。
- 九州自動車道南関インターチェンジより14km。

## ギャラリー

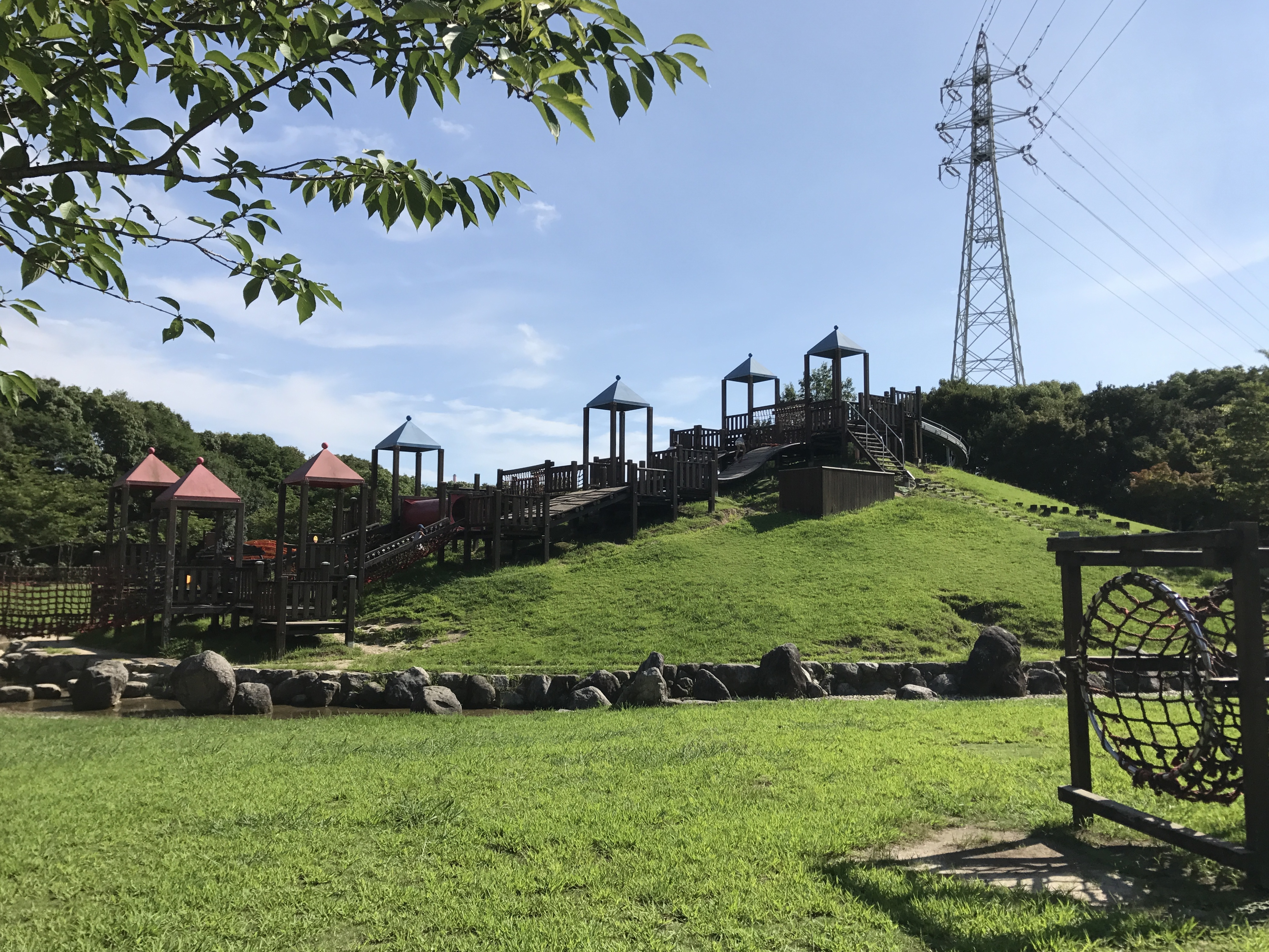
冒険広場
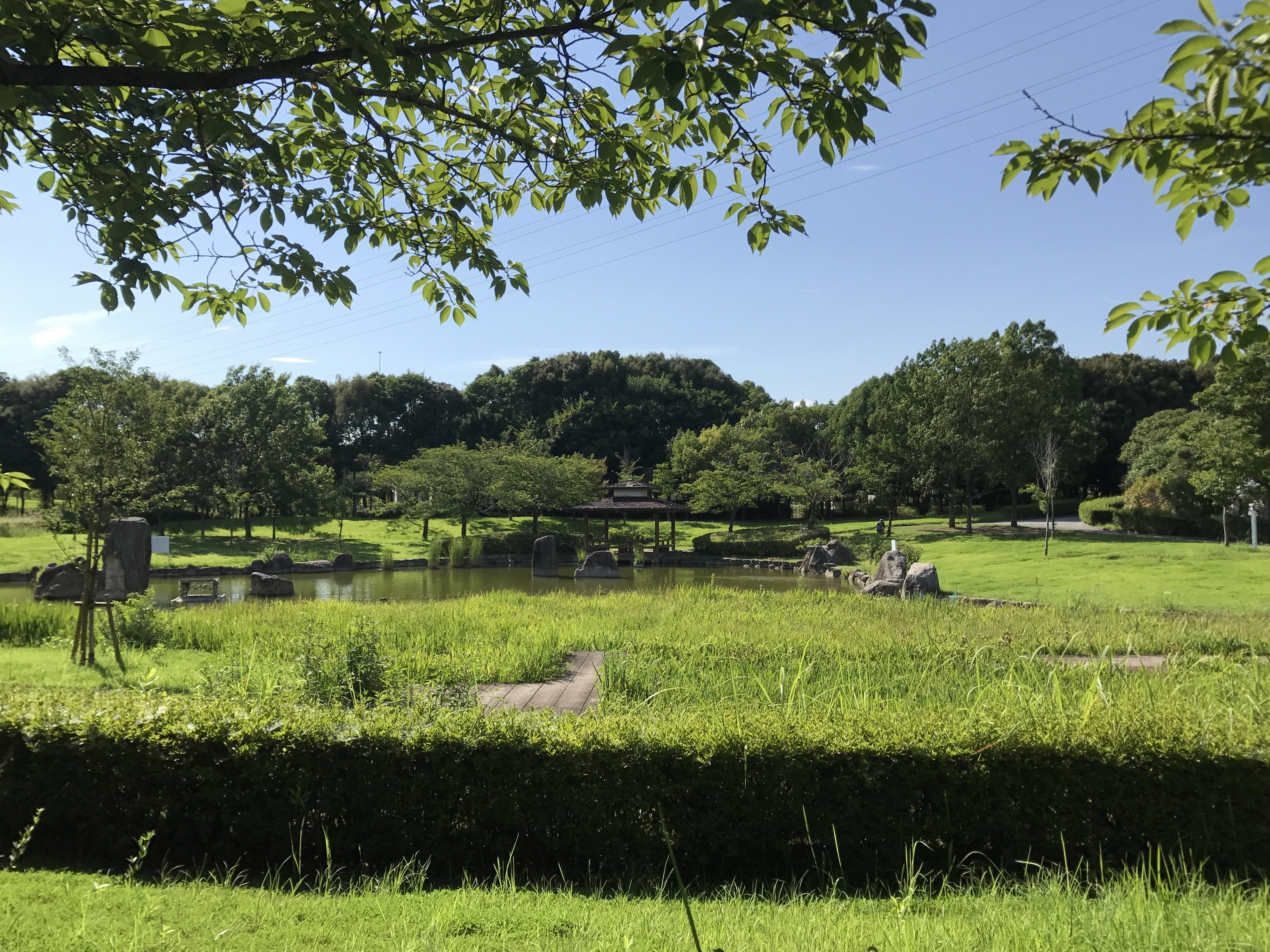
自然観察の池
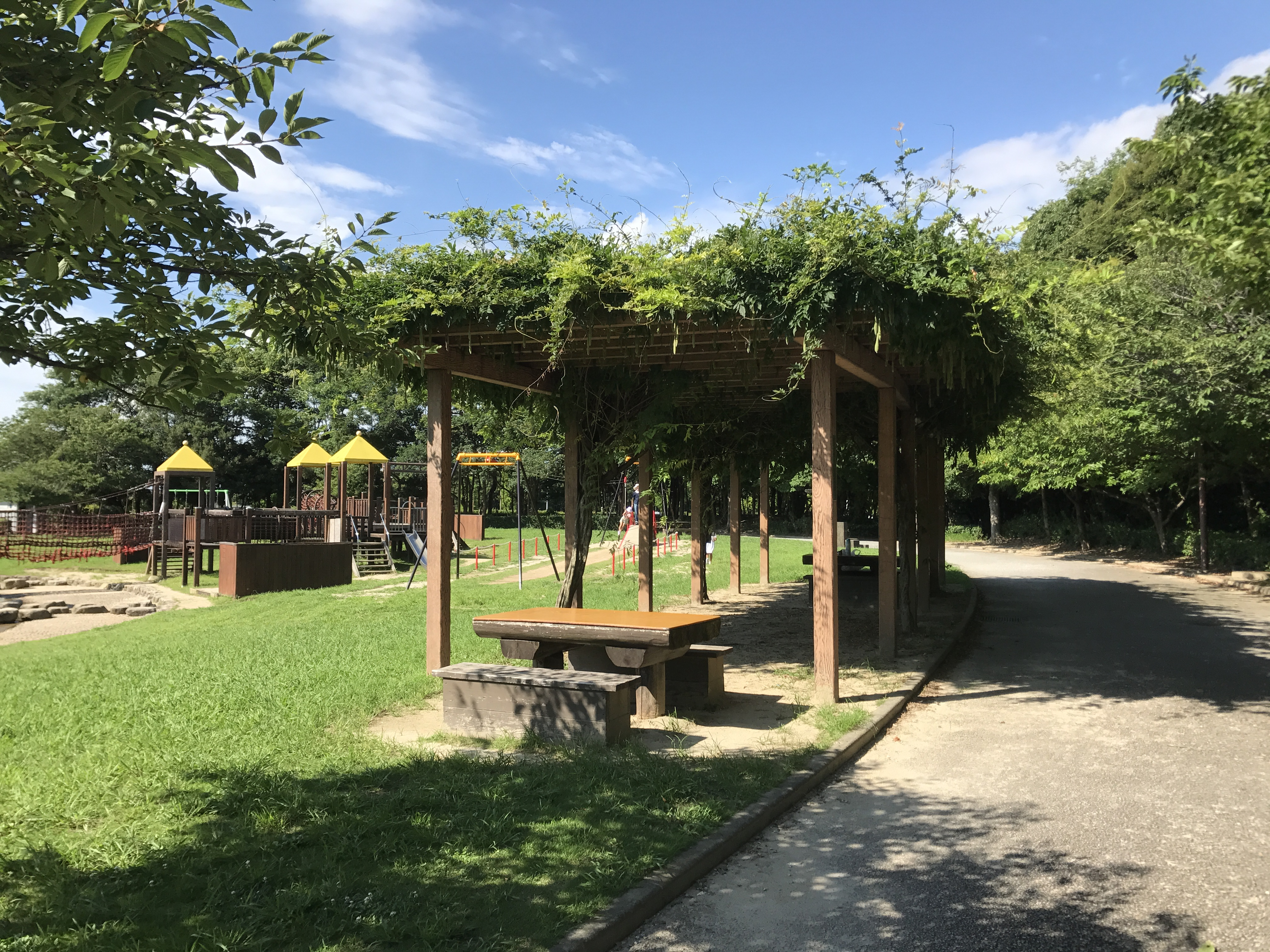
藤棚
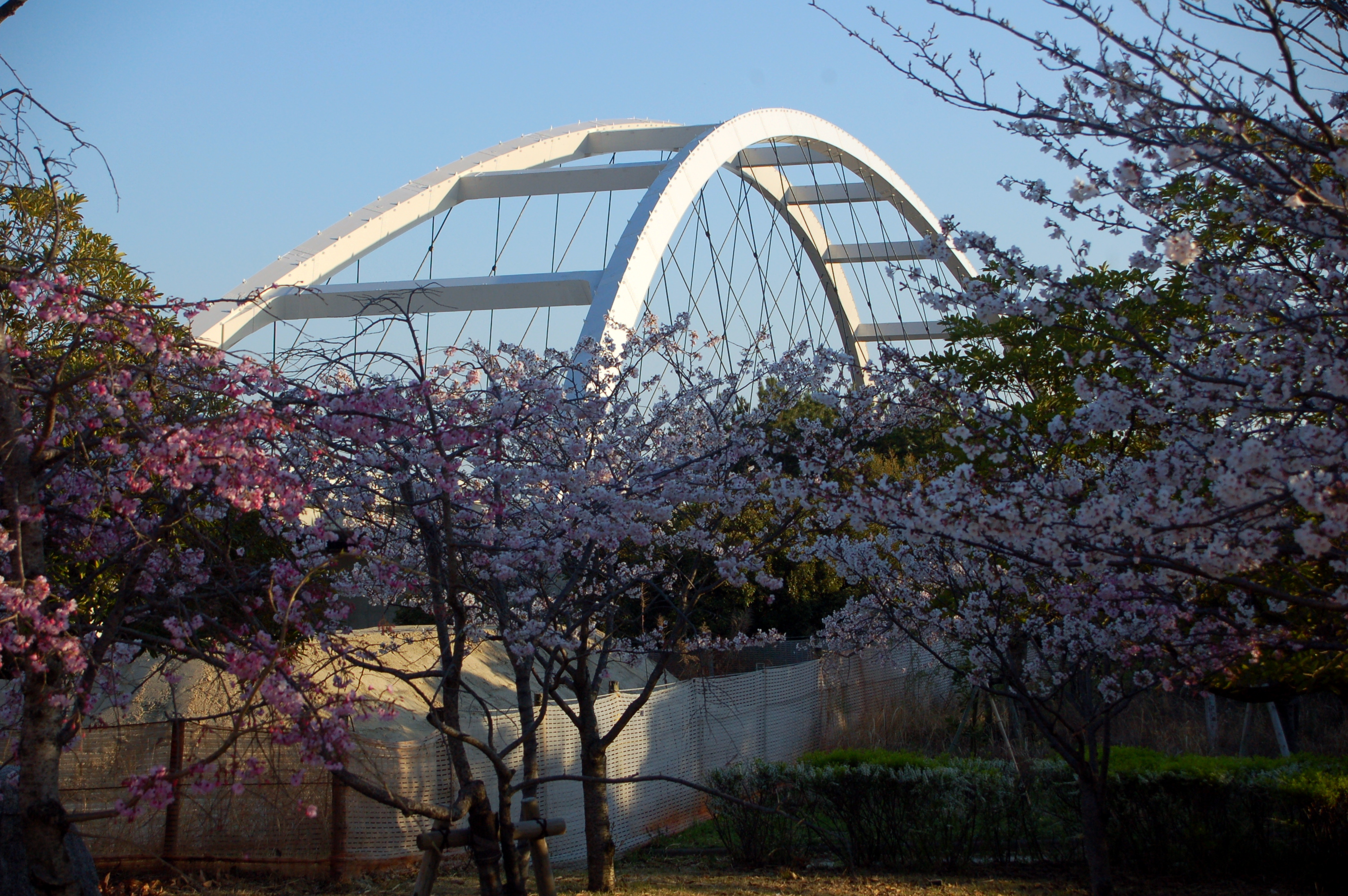
桜と諏訪川橋
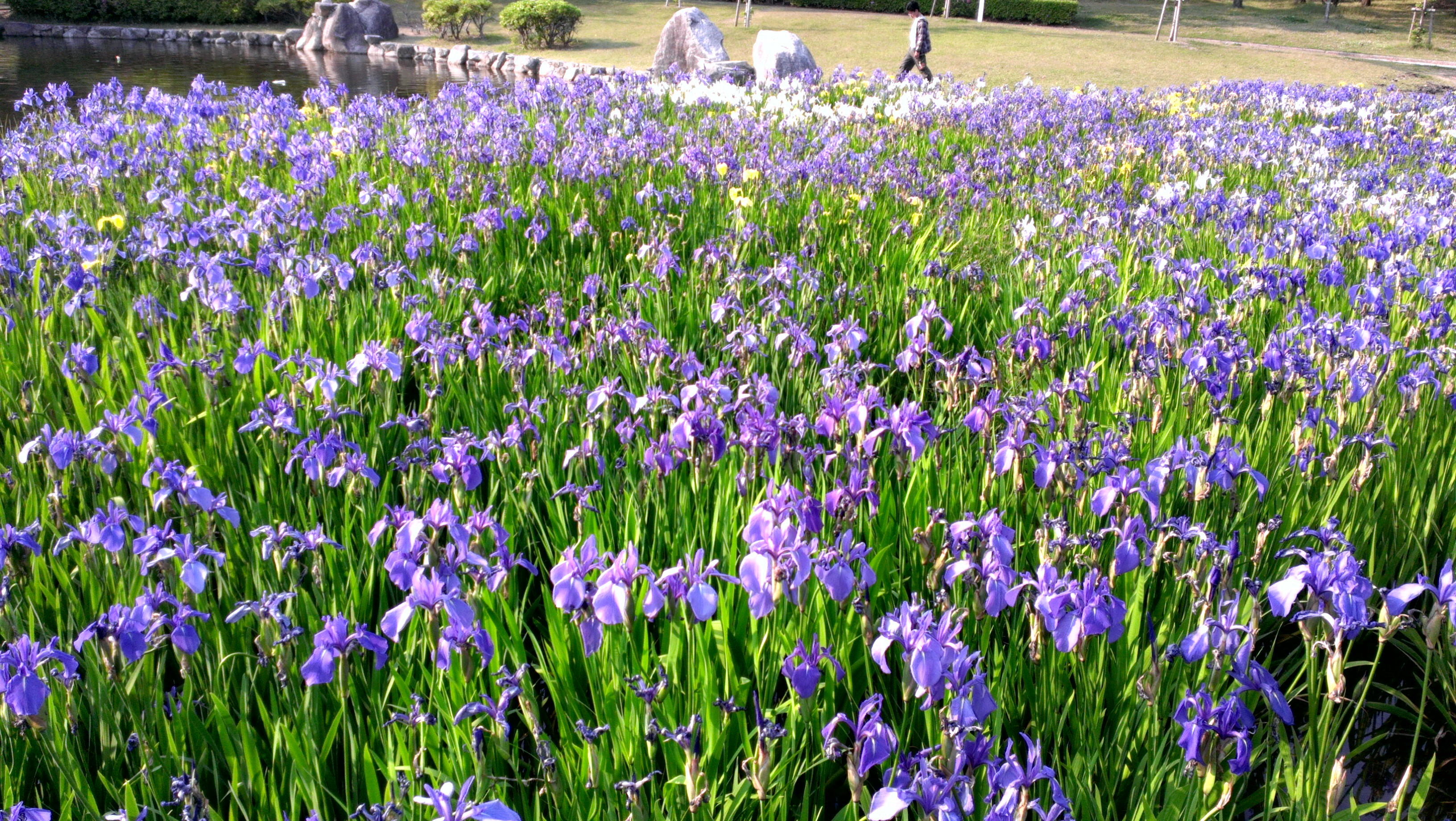
ハナショウブ